# Калвијак
Калвијак (фр. Calviac) насеље је и општина у јужној Француској у региону Миди Пирене, у департману Лот која припада префектури Фижак.
По подацима из 2011. године у општини је живело 157 становника, а густина насељености је износила 5,93 становника/km². Општина се простире на површини од 26,49 km². Налази се на средњој надморској висини од 600 метара (максималној 691 m, а минималној 515 m).

## Демографија
| 1962. | 1968. | 1975. | 1982. | 1990. | 1999. | 2011. |
| ----- | ----- | ----- | ----- | ----- | ----- | ----- |
| 340   | 372   | 321   | 293   | 230   | 202   | 157   |

График промене броја становника у току последњих година